# برفيريا
البُرْفيرِيَّةٌ أو البورفيريا (بالإنجليزية: Porphyria)، هي مجموعة من الاضطرابات التي يحدث فيها تراكم لمركبات تُسمى البورفيرينات في الجسم، مما يؤثر سلبًا على الجلد أو الجهاز العصبي. تُعرف الأنواع التي تصيب الجهاز العصبي أيضًا باسم البورفيريا الحادة، حيث تظهر الأعراض بشكل مفاجئ وتكون قصيرة الأمد.
تشمل أعراض النوبة الحادة: ألم في البطن، ألم في الصدر، قيئ، تشوش ذهني، إمساك، حمى، ارتفاع ضغط الدم، وتسارع ضربات القلب. غالبًا ما تستمر النوبات من عدة أيام إلى عدة أسابيع. قد تتضمن المضاعفات الشلل، انخفاض مستوى الصوديوم في الدم، وحدوث نوبات صرعية. يمكن أن تُحفَّز النوبات بالعوامل التالية: تناول الكحول، التدخين، التغيرات الهرمونية، الصيام، التوتر النفسي، أو بعض الأدوية. إذا تأثر الجلد، فقد تظهر بثور أو حكة مع التعرض لأشعة الشمس.
معظم أنواع البورفيريا موروثة من أحد الوالدين أو كليهما، وتنتج عن طفرة في أحد الجينات المسؤولة عن تصنيع الهيم. وقد تُورث هذه الاضطرابات بطرق مختلفة: سائدة جسمية (Autosomal Dominant)، متنحية جسمية (Autosomal Recessive)، أو سائدة مرتبطة بالكروموسوم X (X-linked Dominant).
هناك نوع يُسمى البورفيريا الجلدية المتأخرة ، قد يكون سببه أيضًا داء ترسب الأصبغة الدموية (زيادة الحديد في الكبد)، أو التهاب الكبد الفيروسي C، أو تناول الكحول، أو الإصابة بفيروس نقص المناعة البشرية/الإيدز.
الآلية الأساسية للمرض تتمثل في انخفاض إنتاج الهيم وتراكم المركبات الوسيطة في مسار تصنيعه. يمكن أيضًا تصنيف البورفيريات بحسب العضو المصاب: الكبد أو نخاع العظم. يُشخَّص المرض عادةً عبر اختبارات الدم والبول والبراز، ويمكن إجراء اختبار جيني لتحديد الطفرة المحددة.
تُسمى البورفيريات التي يحدث فيها نقص الإنزيم في الكبد البورفيريات الكبدية، وتشمل:
- البورفيريا الحادة المتقطعة (Acute Intermittent Porphyria, AIP)
- البورفيريا المتنوعة (Variegate Porphyria, VP)
- بورفيريا نقص إنزيم أمينوليفولينيك أسيد ديهيدراتاز (Aminolevulinic Acid Dehydratase Deficiency Porphyria, ALAD)
- البورفيريا الوراثية الكوبروبورفيرينية (Hereditary Coproporphyria, HCP)
- البورفيريا الجلدية المتأخرة (Porphyria Cutanea Tarda)

يعتمد العلاج على نوع البورفيريا والأعراض السريرية للمريض. يشمل علاج البورفيريا الجلدية بشكل عام تجنب التعرض لأشعة الشمس، بينما قد يتطلب علاج البورفيريا الحادة إعطاء الهيم عن طريق الوريد أو محلول الجلوكوز. وفي حالات نادرة، قد يُجرى زرع للكبد.
لا تزال نسبة انتشار البورفيريا غير واضحة بدقة، لكن يُقدَّر أنها تصيب ما بين 1 إلى 100 شخص لكل 50,000 نسمة، وتختلف معدلاتها من منطقة إلى أخرى حول العالم. وتُعتبر البورفيريا الجلدية المتأخرة النوع الأكثر شيوعًا.
وُصفت هذه الحالة المرضية منذ زمن أبقراط في عام 370 قبل الميلاد، أما الآلية المرضية الأساسية فقد وصفها الفيزيولوجي والكيميائي الألماني فيليكس هوبي-سايلر عام 1871.
اشتُق اسم "بورفيريا" من الكلمة اليونانية "πορφύρα" (بورفيرا)، والتي تعني "أرجواني"، في إشارة إلى لون البول الذي قد يظهر أثناء النوبة.

## الأسباب
تُعتبر البرفيريا مرضًا وراثيًا بشكل عام.

### الوراثيات
يعتمد تصنيف الأنواع الفرعية للبرفيريا على نوع الإنزيم الذي يوجد عوز في تصنيعه.

### المُحفّزات
يمكن أن يُثير حدوث البرفيريا الحادة عدد من الأدوية، التي يُعتقد أن معظمها يُحدث ذلك عبر التفاعل مع الإنزيمات الموجودة في الكبد والتي تصنع مع بروتين الهيم. وتشمل هذه الأدوية:
- السلفوناميدات، بما في ذلك السلفاديازين، والسلفاسالازين، والتريميثوبريم أو الذي يُعرَف أيضًا باسم السلفاميثوكسازول.
- السلفونيل يوريا مثل الغليبينكلاميد، والغليكلازيد، والغليميبيريد، على الرغم من أنه يعتقد أن الغليبيزيد آمن.
- الباربيتورات بما في ذلك الثيوبنتال، والفينوباربيتال، والبريميدون، إلخ.
- العلاج الجهازي بمضادات الفطريات بما في ذلك الفلوكونازول، والغريزوفولفين، والكيتوكونازول، والفوريكونازول. (يُعتقد أن الاستخدام الموضعي لهذه الأدوية آمن بسبب أن امتصاصها الجهازي عبر الجلد في حدوده الدنيا).
- بعض المضادات الحيوية مثل الريفابنتين، والريفامبيسين، والريفابوتين، والإيزونيازيد، والنيتروفورانتوئين، وربما الميترونيدازول.
- مشتقات الإرغوت بما في ذلك ثنائي هيدروغيروتامين، والإرغومترين، والإرغوتامين، والميثيسيرغيد، إلخ.
- بعض الأدوية المضادة للفيروسات القهقرية (مثل الإندينافير، والنيفيرابين، والريتونافير، والساكوينافير، إلخ).
- المركبات البروجسترونية.
- بعض مضادات الاختلاج، بما في ذلك: الكاربامازيبين، والإيثوسكسيميد، والفينيتوئين، والتوبيرامات، والفالبروات.
- بعض المسكنات، مثل الديكستروبروبوكسيفين، والكيتورولاك، والميتاميزول، والبنتازوسين.
- بعض أدوية علاج السرطان، مثل البيكساروتين، والبوسولفان، والكلورامبيوسيل، والاستراموستين، والإيتوبوسيد، والفلوتاميد، والإداروبيسين، والإيفوسفاميد، والإرينوتيكان، والإيكزابيبيلون، والليتروزول، واللوموستين، والميغسترول، والميتوميسين، والميتوكسانترون، والباكليتاكسيل، والبروبوكساكن.
- بعض مضادات الاكتئاب، مثل الإيميبرامين، والفينيلزين، والترازودون.
- بعض مضادات الذهان، مثل الريسبيريدون، والزيبراسيدون.
- بعض الريتينويدات (مركبات الفيتامين أ) المستخدمة لعلاج الأمراض الجلدية، مثل الأسيتريتين، والإيزوتريتنون.
- أنواع أخرى متنوعة، بما في ذلك: الكوكايين، والميثيل دوبا، والفينفلورامين، والديسفلفرام، والأورفينادرين، والبنتوكسيفيلين، وأوروثيومومات الصوديوم.

## الوبائيات
قُدّرت معدلات جميع أنواع البرفيريا مجتمعة بحوالي إصابة واحدة لكل 25 ألف شخص في الولايات المتحدة. يُقدّر معدل الانتشار في جميع أنحاء العالم بما يتراوح بين إصابة واحدة لكل 500 شخص، حتى إصابة واحدة لكل 50 ألف شخص.
وُجد المرض عند جميع الأجناس، وفي مجموعات عرقية متعددة في كل قارة. يوجد تقارير عن زيادة عدد حالات الإصابة بالبرفيريا الحادة المُتقطّعة في مناطق من الهند والدول الاسكندنافية. يوجد أكثر من 200 نوع وراثي من البرفيريا الحادة المتقطعة، وبعضها حالات عائلية الحدوث، على الرغم من أنه ثبت أن بعض السلالات ناتجة عن طفرات متكررة.

## مرادفات
يعرف هذا المرض بأسماء عدة منها فقر الدم البورفيري والداء البورفيري والمرض السماقي والبورفيريا.

## أشكاله
للمرض شكلان:
- الشكل الذاتي العلة: عبارة عن أمراض وراثية، تتميز بحصول أعراض جلدية، بطنية، وعصبية، وزيادة إفراز البورفيرين ومشتقاتة مع البول والبراز. يضم هذا الشكل مجموعة من الأمراض هي التالية:
  - المرض البورفيري الوراثي
  - البورفيرية الحادة المتناوبة (المتقطعة).
  - البورفيريا المختلطة: تترافق مع حصول أعراض جلدية، وأحياناً نوبات ألم بطني، شبيهة بتلك عند الشكل الحاد.
  - البروتوبورفيريا تظهر عوارض جلدية عند التعرض للضوء.
- الشكل العوارضي

## علامات المرض وأعراضه

### البورفيريا الحادة
وتؤثر البورفيريا الحادة أو الكبدية في المقام الأول على الجهاز العصبي، وتؤدي إلى ألم في البطن وقيء، والاعتلال العصبي الحاد، وضعف العضلات، نوبات التشنج، والاضطرابات النفسية، بما في ذلك الهلوسة والاكتئاب والقلق، وجنون الشك والاضطهاد. عدم انتظام القلب وسرعة دقات القلب (سرعة معدل ضربات القلب) التي يمكن أن تتطور عند تأثر الجهاز العصبي. الألم يمكن أن يكون شديد ويمكن في بعض الحالات أن يكون حادا ومزمنا في طبيعته. ويوجد إمساك في كثير من الأحيان، حيث أن الجهاز العصبي للأمعاء يتأثر، ولكن يمكن أيضا أن يحدث إسهال.
في ضوء العديد من الأعراض، والحدوث الغير شائع نسبيا للبورفيريا قد يشتبه في البداية في أن يكون المريض له حالة آخرى غير ذات صلة. على سبيل المثال، فيمكن أن يحدث تشخيص خاطئ لالتهاب الأعصاب المصاحب للبورفيريا الحادة بأنه متلازمة جيان باريه، واختبار البورفيريا عادة ما يوصى به في تلك السيناريوهات. تتميز الذئبة الحمامية الجهازية بالحساسية للضوء، ونوبات الألم وتشترك في أعراض أخرى مختلفة مع البورفيريا.
ليست كل البروفيريات بسبب وراثي فقد تظهر على المرضى الذين يعانون من أمراض الكبد ويصابون بالبورفيريا نتيجة لاختلال وظائف الكبد علامات أخرى في حالتهم، مثل اليرقان.
المرضى الذين يعانون من البورفيريا الحادة "PCT، AIP ، HC، PVP" معرضون بشكل متزايد على مدى حياتهم لسرطان الكبد (سرطان الكبد الأولي)، وربما يتطلب مراقبة.كما أنه لا توجد حاجة في أن تكون عوامل الخطر النموذجية الأخرى لسرطان الكبد موجودة.

### البورفيريا الجلدية
تؤثر البورفيريات الجلدية، أو المكونة للكريات الحمر في المقام الأول على الجلد، مما يتسبب في حساسية للضوء (التهاب الجلد الضوئي)، بثور، نخر في الجلد واللثة، حكة، تورم، وزيادة في نمو الشعر في مناطق مثل الجبين. في كثير من الأحيان لا يوجد أي ألم في البطن يميزها عن البروفيريات الأخرى.
في بعض أشكال البورفيريا، تتراكم سلائف الهيم وتخرج في البول وتؤدى إلى تغيرات في اللون بعد التعرض لأشعة الشمس إلى الحمرة المظلمة أو اللون البني الداكن. وحتى درجة اللون الأحمر أو الأرجواني للبول يمكن رؤيته.

## التشخيص

### دراسات البورفيرين
يتم تشخيص البورفرين من خلال التحليل الطيفي وتحليل الكيمياء الحيوية في الدم والبول والبراز. بصفة عامة، فإن تقدير عيار البورفوبيلينوجين (PBG) في البول هو الخطوة الأولى إذا كانت البورفيريا الحادة هي المشتبه بها. نتيجة لردود الفعل، فإن انخفاض إنتاج الهيم يؤدي إلى زيادة إنتاج السلائف، وتعتبر PBG واحدة من مواد الأولى في مسار تصنيع البورفيرين. في جميع الحالات تقريبا من متلأزمات البورفيريا الحادة، ترتفع PBG البولية بشكل ملحوظ باستثناء حالات نادرة جدا كنقص ALA dehydratase أو في المرضى الذين يعانون من أعراض بسبب tyrosinemia الوراثية النوع الأول. وفي حالات
البورفيريا الناتجة عن التسمم بالزئبق أو بالزرنيخ، وتظهر التغيرات الأخرى في لمحات البورفيرين، وعلى الأخص ارتفاع uroporphyrins واحد وثلاثة، coproporphyrins واحد وثلاثة، pre-coproporphyrin.
ويعتبر تكرار الاختبار خلال النوبة والنوبة التي تليها ضروريا من أجل الكشف عن البورفيريا، حيث أن المستويات قد تكون طبيعية أو شبه طبيعية بين النوبات.
وقد لوحظ أن الجزء الأكبر (يصل إلى 90 ٪) من الناقلات الجينية للبروفيريات الكبدية الحادة الأكثر شيوعا التي غالبا ما تكون وراثية (البورفريا المتقطعة الحادة، الكوبروبورفيريا الوراثية الوراثية، البورفيريا المبرقشة) يكون كامنا في اختبارات الحمض النووي بالنسبة للأعراض التقليدية، وقد تتطلب اختبار الحمض النووى أو الانزيم.
لأن معظم البروفيريات هي حالات نادرة، فإن مختبرات المستشفى العام في العادة ليست لديها الخبرة والتكنولوجيا أو فريق العمل لأداء اختبار البورفيريا. بصفة عامة، يتضمن الاختبار إرسال عينات من الدم والبول والبراز إلى مختبر إستشارى. يجب أن تعالج جميع العينات للكشف عن البورفيرنيات بشكل سليم. يجب أن تؤخذ العينات خلال النوبة الحادة، وإلا قد تصبح النتيجة سلبية كاذبة (/0). يجب أن تكون العينات محمية من الضوء وإما مبردة أو محفوظة.
إذا كانت جميع دراسات البورفيرين سلبية، يتعين على المرء أن يضع البورفيريا الكاذبة في الاعتبار. وغالبا ما يجد الاستعراض الدقيق للعلاج سبب الحث على البورفيريا الكاذبة.

### اختبارات إضافية
يمكن أن تكون الاختبارات التشخيصية الإضافية للأعضاء المتضررة مطلوبة، مثل دراسات التوصيل العصبي لاعتلال الأعصاب أو الموجات فوق الصوتية للكبد. قد تساعد الاختبارات الخاصة بالكيمياء الحيوية في التعرف على أمراض الكبد، سرطان الكبد، ومشاكل الأعضاء الآخرى.

## وصف المرض
في البشر تعتبر البورفيرينات هي السلائف الرئيسية للهيم، وهو المكون الأساسي للهيموجلوبين، الميوجلوبين، الكاتلاز، البيروكسيديز، والجهاز التنفسي وسيتوكروم الكبد P450.

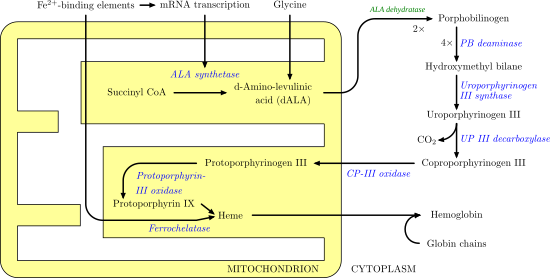
صناعة الهيم، علما بأن بعض التفاعلات تحدث في السيتوبلازم والبعض في الميتوكوندريا (الصفراء)

ويؤدى النقص في مسار انزيمات البورفيرين إلى عدم كفاية إنتاج الهيم. تلعب وظيفة الهيم دورا محوريا في عملية الأيض الخلوية. ليست هذه هي المشكلة الرئيسية في البروفيريات؛ معظم إنزيم التي تقوم بتصنيع الهيم، وحتى إنزيم المختلة- لديها نشاط متبقى يكفي للمساعدة في عملية التصنيع الحيوية للهيم. المشكلة الرئيسية في هذه العيوب هو تراكم البورفيرنيات، وسلائف الهيم، التي تعتبر سامة للنسيج في التركيزات العالية. تحدد الخصائص الكيميائية لهذه الوسائط موقع التراكم، سواء كانوا يدفعون إلى الحساسية الضوئية، وعما إذا كان الوسيط يفرز (في البول أو البراز).
وهناك ثمانية أنزيمات في مسار التصنيع الحيوى للهيم، أربعة منها -الأول والثلاثة الآخيرة- توجد في الميتوكوندريا، في حين أن الأربعة الأخرى توجد في الخلية(خارج الميتوكندريا). أي عيوب في أي من هذه يمكن أن يؤدي إلى شكل من أشكال البورفيريا.
تتميز البورفيريا الكبدية بالنوبات العصبية الحادة (التشنج، والسيكوسيس، والعودة المبالغ فيها وآلام في البطن واعتلال الأعصاب الحاد)، في حين أن الأشكال الحالية لتصنيع الكريات الحمر تعانى من مشاكل بالجلد، وعادة ما تظهر تقرحات جلدية حساسة للضوء، وزيادة نمو الشعر.
تظهر البورفيريا المبرقشة (أيضا البورفيريا المختلطة)، والذي ينتج عن نقص جزئي في بروتو أوكسيديز مع إصابات في الجلد مشابهة لتلك التي في البورفيريا الجلدية البطيئة مع هجمات عصبية حادة. جميع البروفيريات الأخرى إما يسيطر عليها إصابة الجلد أو العصب.

### الأنواع الفرعية
تعتمد الأنواع الفرعية من البروفيريات على ما هو الانزيم الناقص.
| الإنزيم                                               | موقع الإنزيم    | البورفيريا المصاحبة                                | نوع البورفيريا             | الوراثة               | الأعراض                                                                              |
| ----------------------------------------------------- | --------------- | -------------------------------------------------- | -------------------------- | --------------------- | ------------------------------------------------------------------------------------ |
| δ - aminolevulinate (ALA) synthase                    | ميتوكوندريا     | الأنيميا الأروماتية المرتبطة ب X كروموسوم (XLSA)   | بروتوبورفيريا              | مرتبط بكروموسوم الإكس |                                                                                      |
| δ - aminolevulinate (ALA) dehydratase                 | العصارة الخلوية | بورفيريا دوس/ نقص إنزيمبورفوبيلينوجين سينثاز       | كبدي                       | صبغ جسدي متنحي        | ألم في البطن، والاعتلال العصبي                                                       |
| hydroxymethylbilane (HMB) synthase (أو PBG deaminase) | العصارة الخلوية | البورفيريا المتقطعة الحادة (AIP)                   | كبدي                       | صبغ جسدى سائد         | ألم دوري في البطن، واعتلال في الأعصاب الطرفية، والاضطرابات النفسية، وسرعة دقات القلب |
| uroporphyrinogen (URO) synthase                       | العصارة الخلوية | بورفيريا تصنيع الكريات الحمر نتيجة لعيب خلقى (CEP) | متعلق بتصنيع الكريات الحمر | صبغ جسدي متنحى        | حساسية شديدة للضوء مع احمرار وتورم وبثور. فقر الدم الانحلالي، تضخم الطحال            |
| uroporphyrinogen (URO) decarboxylase                  | العصارة الخلوية | البورفيريا الجلدية البطيئة (PCT)                   | كبدي                       | صبغ جسدي سائد         | حساسية للضوء مع حويصلات وفقاعات                                                      |
| coproporphyrinogen (COPRO) أوكسيديز                   | ميتوكوندريا     | coproporphyria وراثية (HCP)                        | كبدي                       | صبغ جسدي سائد         | حساسية للضوء، والأعراض العصبية، المغص                                                |
| protoporphyrinogen (PROTO) أوكسيديز                   | ميتوكوندريا     | البورفيريا المبرقشة (VP)                           | مختلط                      | صبغ جسدي سائد         | حساسية للضوء، وأعراض عصبية والتأخير التنموى                                          |
| فيروكيلاتاز                                           | ميتوكوندريا     | بروتوبورفيا متعلقة بتصنيع الكريات الحمر (EPP)      | بروتوبورفيريا              | صبغ جسدي سائد         | حساسية للضوء مع إصابات في الجلد. حصوات في المرارة، اختلال معتدل في وظائف الكبد       |
|                                                       |                 | erythroporphyria عابرة للأطفال                     |                            |                       | الإصابات الجلدية الفرفرية :526                                                       |

## العلاج

### البورفيريا الحادة
الكربوهيدرات والهيم
في كثير من الأحيان، يكون العلاج التجريبي مطلوبا إذا كان هناك شك كبير في تشخيص البورفيريا حيث النوبات الحادة يمكن ان تكون قاتلة. ويوصى بحمية غذائية عالية في الكربوهيدرات؛ في النوبات الشديدة، يتم البدء بنقل الجلوكوز 10 ٪، والتي قد تساعد في الشفاء.
تعتبر Hematin وarginate haem هي الأدوية التي يقع الاختيار عليها في علاج البورفيريا الحادة في الولايات المتحدة والمملكة المتحدة، على التوالي. هذه الأدوية يجب أن تعطى في وقت مبكر جدا في النوبة لتكون فعًا لة؛ والفاعلية يمكن أن تتفاوت بين الأفراد. فهي ليست عقاقير علاجية ولكن قد تؤدى إلى إضعاف النوبات وتقليل شدة النوبة. الآثار الجانبية نادرة الحدوث ولكن يمكن أن تكون خطيرة. هذه المواد التي تشبه الهيم نظريا تمنع ALA synthase وبالتالي تتراكم السلائف السامة. في المملكة المتحدة، تتم المحافظة على إمدادات هذه الأدوية في اثنين من المراكز الوطنية. في الولايات المتحدة، هناك شركة واحدة تصنع Panhematin للحقن.
يستخدم Haem Arginate (NormoSang) أثناء الأزمات، بل أيضا كعلاج وقائي لتفادي الأزمات، علاج واحد كل عشرة أيام.
وينبغي لأي علامة تدل على انخفاض الصوديوم في الدم (نقص صوديوم الدم) أو الضعف أن تعالج مع إضافة هيماتين أو هيم arginate أو حتى تين Mesoporphyrin حيث أن هذه هي علامات المتلازمة الوشيكة لعدم انضباط الهرمون المضاد لإدرار البول (SIADH)، أو مشاركة الجهاز العصبي الطرفى الذي قد يكون موضعيا أو شديد التطور.
العوامل المترسبة
إذا كانت هذه العقاقير أو الهرمونات قد تسببت في النوبة، فإن الكف عن المواد المخالفة يعتبر أمر ضروري. وتعتبر العدوى هو واحدة من الأسباب الرئيسية للنوبات وهي تحتاج إلى علاج قوي.
السيطرة على الأعراض
ألم شديد، وكثيرا لا يتناسب مع العلامات الجسدية، وغالبا ما يتطلب استخدام المواد الأفيونية لتخفيضه إلى مستويات مقبولة. وينبغي أن يعامل الألم طبيا مبكرا على قدر الإمكان، نظرا لشدتة. الغثيان يمكن أن يكون قاسية ا، بل قد يستجيب لدواء للفينوثيازين ولكن في بعض الأحيان يكون مستعصيا. قد تخفف حمامات المياه الساخنة / الاستحمام من الغثيان مؤقتا، وإن كان ينبغي توخي الحذر لتجنب الحروق أو السقوط.
تحديد الهوية المبكر
ويوصى للمرضى الذين لديهم تاريخ من البورفيريا الحادة وحتى الذين يحملون الجينات الوراثية بارتداء سوار للتنبيه أو غيرها من بطاقات التعريف في جميع الأوقات تحسبا لحدوث أعراض شديدة أو في حالة الحوادث التي يوجد فيها احتمال التعرض للمخدرات: نتيجة لذلك قد يكون من الصعب أن يقوموا بشرح حالتهم على المتخصصين في الرعاية الصحية، ونظرا لأن بعض العقاقير لا يسمح بتناولها على الإطلاق.
المشاكل العصبية والنفسية
المرضى الذين يعانون من النوبات المتكررة يمكن أن يحدث لهم آلام مزمنة في الأعصاب في أطراف الجسم فضلا عن الألم المزمن في الأمعاء. تقترن عدم قدرة الأمعاء على الحركة، الإليس، الانغلاف، hypoganglionosis بداغة ‏ في الأطفال والانسداد الزائف في الأمعاء بالبروفيريات. ويعتقد أن ذلك يعود إلى تدهور عصبي محوارى في المناطق المتضررة من الجهاز العصبي وخلل متعلق بالاعصاب.
في هذه الحالات يعتبر العلاج بالأفيونيات طويلة المفعول مطلوبا. بعض حالات الألم المزمن يمكن أن تكون صعبة في التعامل معها وقد يتطلب علاج باستخدام طرق متعددة. وقد ينشأ الاعتماد على الأفيونيات.
وكثيرا ما يصاحب الاكتئاب هذا المرض، ومن الأفضل التعامل معه بمعالجة الأعراض المخالفة وإذا دعت الحاجة إلى الاستخدام الحكيم لمضادات الاكتئاب. بعض عقاقير المؤثرات العقلية هي porphyrinogenic، وتحد من نطاق pharmacotherapeutic.
التشنجات
نوبات التشنج غالبا ما تصاحب هذا المرض. معظم أدوية التشنج تؤدى إلى تفاقم هذه الحالة. يمكن أن يسبب العلاج المشاكل: الباربيتورات خاصة يجب تجنبه. بعض البنزوديازيبينات آمنة، وعندما تستخدم بالاقتران مع الأدوية الجديدة المضادة للتشنجات مثل غابابنتين فهى تقدم إمكانية وضع نظام للتحكم في التشنجات.
وتستخدم كبريتات المغنسيوم والبروميد أيضا في تشنجات البورفيريا، ومن ثم حدوث الحالات الصرعية في البورفيريا قد لا يستجيب للمغنيسيوم وحده. وتستخدم إضافة هيماتين أو heme arginate في حالات الصرع.
مرض الكبد الضمنى
بعض أمراض الكبد قد تسبب البورفيريا حتى في حالة عدم وجود استعداد وراثي. وتشمل هذه الصباغ الدموي (هيموكروماتوزيز والتهاب الكبد الوبائي سى. معالجة الحديد الزائد قد تكون مطلوبة.
العلاج الهرموني
التقلبات الهرمونية التي تساهم في النوبات الدورية في النساء الذين تم علاجهم بحبوب منع الحمل وهرمونات luteinizing لايقاف الحيض. ومع ذلك، فإن أقراص منع الحمل قد تثير حساسية للضوء والتراجع عن أقراص منع الحمل يثير النوبات. كما تثير الاندروجنيات وهرمونات الخصوبة موجة من النوبات.

### بروفيريات تصنيع الكرات الحمر
وهي مرتبطة بتراكم البورفيرنيات في الكريات الحمراء وهي نادرة. الأندر هي بورفيريا تصنيع الكرات الحمر الخلقية (C.E.P) والمعروف باسم مرض جنثر. قد تظهر العلامات منذ الولادة وتشمل حساسية شديدة للشمس، وأسنان بنية تتألق في ضوء الأشعة فوق البنفسجية بسبب ترسب النوع واحد من البورفيرنيات وفرط الشعر في وقت لاحق. فقر الدم الإنحلالى عادة ما ينشأ. يمكن استخدام الفئة الصيدلانية من بيتا كاروتين في العلاج. يعتبر زرع نخاع العظام وسيلة ناجحة في علاج CEP في حالات قليلة، على الرغم من أن النتائج على المدى الطويل ليست متاحة بعد.
يحدث الألم، الحرق، التورم والحكة مع بروفيريات تصنيع الكريات الحمر وهي عموما تتطلب تجنب ضوء الشمس الساطع. معظم أنواع حاجبة الاشعة الشمسية تعتبر غير فعًا لة، ولكن يتم ارتداء قميص طويل الأكمام كعامل واقى من الشمس، والقبعات، أغطية الرأس، والقفازات والتي يمكن أن تساعد. يمكن أن يستخدم الكلوروكين لزيادة إفراز البورفيرين في بعض أنواع البورفيريا المصنعة للكريات الحمر. أحيانا يستخدم نقل الدم لقمع إنتاج الهيم الفطرى.

## الثقافة والتاريخ
يتم الكشف عن البروفيريات في جميع الأجناس والجماعات العرقية المتعددة في كل قارة بما في ذلك الأفارقة والآسيويين وسكان أستراليا الأصليين والقوقازيين، وبيرو، المكسيك، سكان أمريكا الأصليين، وسامي. هناك تقارير عن ارتفاع معدل AIP في مناطق الهند والدول الإسكندنافية وأكثر من 200 التنوعات الجينية AIP، وبعضها محدد للعائلات، على الرغم من أن بعض السلالات قد ثبت أن بها طفرات متكررة.
وقد لوحظت الروابط بين البروفيريات والمرض العقلي على مدى العقود. في أوائل 1950 تم علاج مرضى البروفيريات (أحيانا يشار إليها باسم «بورفيريا الهيموفيليا» ، والأعراض الشديدة للاكتئاب أو الإغماء بتخشب باستخدام الصدمات الكهربائية.

### مصاصي الدماء، والأشخاص المستذئبين
وتوحى البورفيريا بتفسير لأصل مصاصي الدماء وأساطير المستذئبين، استنادا إلى تصور بعض أوجه التشابه بين الحالة والفولكلور.
في يناير 1964، نشر مقال L. Illis 1963، "في البورفيريا والمسببات المرضية لWerwolves " في وقائع الجمعية الملكية للطب. في وقت لاحق، قالت نانسي جاردن عن العلاقة بين البورفيريا واعتقاد مصاص دماء في مقالها لعام 1973، مصاصو الدماء. في عام 1985، اكتسب مقال الكيميحيوي ديفيد دولفين للجمعية الاميركية لتقدم العلوم البورفيريا، مصاصو الدماء، والمستذئبون: المسببات المرضية لأساطير التحول الأوروبي" تغطية إعلامية واسعة، وبالتالي الترويج للاتصال.
وواجهت النظرية منذ ذلك الحين انتقادات شديدة، وبخاصة لأنها وضعت وصمة العار على المصابين. عالج مقال نورين دريسسر مصاصو الدماء الأمريكيين: المعجبين، الضحايا، والممارسين (1989) هذه المسألة بمزيد من التعمق.
كما كانت النظرية تعمل على درجة عالية من الفرضية الخاطئة، لا سيما في ما يتعلق بالتصور الضار لأشعة الشمس التي تؤثر على مصاصي الدماء. هناك ما يقرب من ثمانية أنواع مختلفة من البورفيريا وأربع من هذه الأنواع من البورفيريا يمكن أن تسبب أحيانا حساسية للضوء: بروتوبورفيريا المصنعة للكرات الحمر (EPP) أو Protoporphyria، البورفيريا الخلقية المصنعة للكرات الحمر (C.E.P)، البورفيريا الجلدية البطيئة (PCT)، والبورفيريا المبرقشة.

## قضايا بارزة

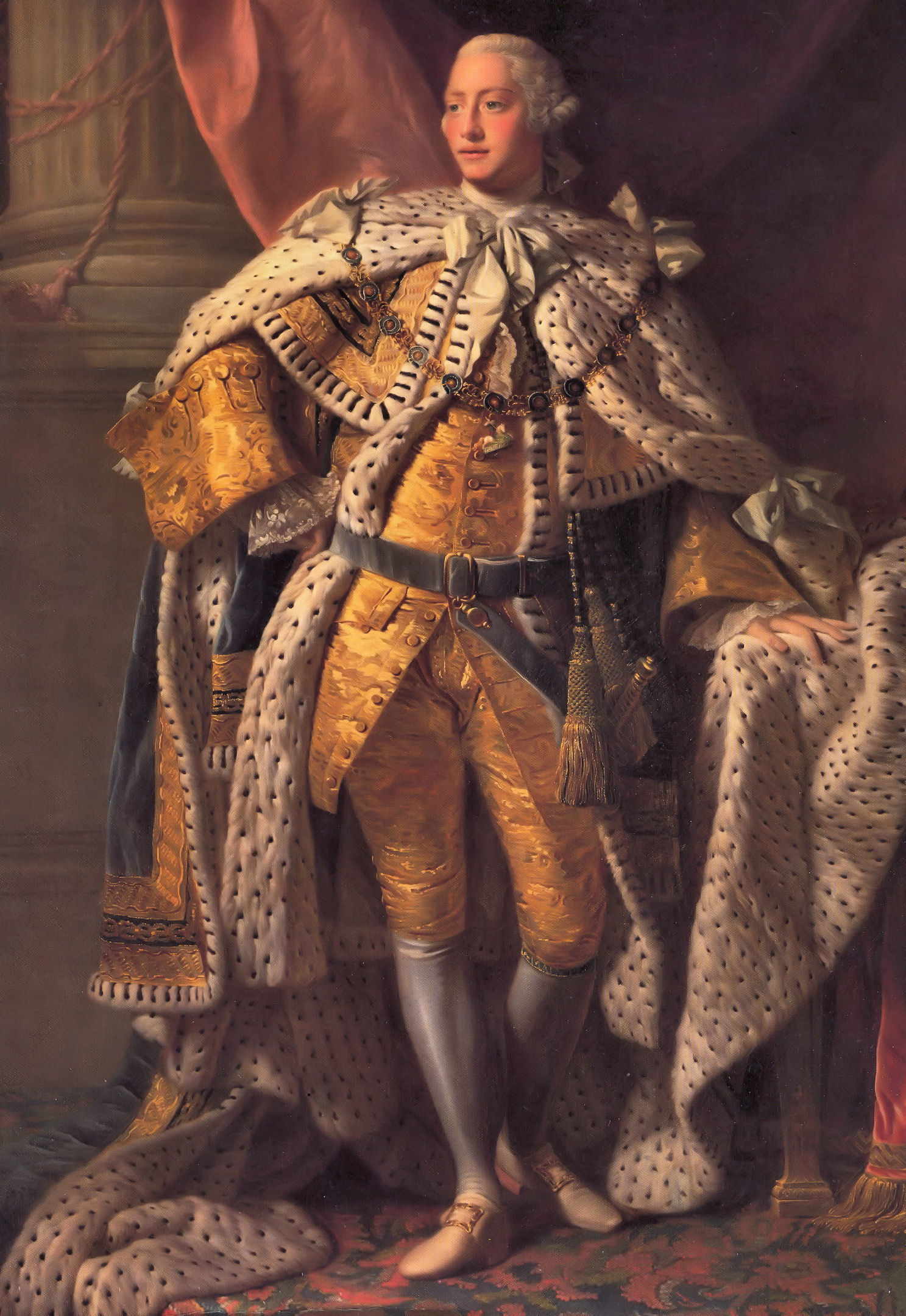
جورج الثالث في ثياب التتويج الخاصة به

الجنون الذي ظهر على الملك جورج الثالث تجلى في أزمة ريجنسي لعام 1788 وقد أوحت بعدة محاولات الأولى للتشخيص بأثر رجعي، كتبت في عام 1855، بعد خمسة وثلاثين عاما من وفاته، وخلصت إلى أنه يعاني من الهوس الحاد. اعتبر إم غوتماخر، في عام 1941 أن ذهان الهوس الاكتئابي يعتبر التشخيص الأكثر احتمالا. الاقتراح الأول أن المرض الجسدي هو سبب جنون الملك جورج في عام 1966، في مقال «جنون الملك جورج الثالث: حالة كلاسيكية من البورفيريا»،  مع المتابعة في عام 1968، «بورفيريا في البيوت الملكية قي ستيوارت، هانوفر، وبروسيا». وهناك العديد من المقالات كتبت من قبل فريق الطب النفسي الأم / الابن وكأن قضية البورفيريا قد ثبتت، ولكن تبين أن العديد من الاستجابات، بما في ذلك الأكثر ألفة مع المظاهر الفعلية للبورفيريا والتي لم تكن مقنعة. وقد تم معالجة النظرية في بيربل سيكريت،  التي وثقت في نهاية المطاف بحث فاشل عن الأدلة الوراثية للبورفيريا في ما تبقى من أفراد العائلة المالكة الذين يشتبه في أنهم يعانون من ذلك. في عام 2005 تم التصريح بأن الزرنيخ (والذي هو من المعروف أن يكون نوعا من البورفيريا) والذي أعطى إلى جورج الثالث مع الأنتيمون وتسبب له في البورفيريا. على الرغم من عدم وجود أدلة مباشرة، الفكرة القائلة بأن الملك جورج الثالث (وغيرها من أعضاء العائلة المالكة) كان يعاني من البورفيريا الذي حقق شعبية من هذا القبيل أن ينسى الكثيرون أن يكون الأمر مجرد فرضية. جنون الملك جورج الثالث هو أساس المؤامرة في جنون الملك جورج، وهو الفيلم البريطان لعام 1994 استنادا إلى عرض آلان بينيت لعام 1991، وجنون الملك جورج الثالث. الأرصدة الختامية للفيلم تتضمن التعليق أن المرض الذي يعاني منه الملك جورج قد نسب إلى البورفيريا وأنه وراثي. من بين أحفاد الملك جورج الثالث الآخرين الذين افترضهم بيربل سيكريت الذين كانوا يعانون من البورفيريا (استنادا إلى تحليل مراسلاتهم الطبية الواسعة والمفصلة) كانت الحفيدة الكبرى لأكبر أبناءه الأميرة شارلوت من بروسيا دوقة ساكس ماينينغن (الأخت الكبرى لقيصر فيلهلم الثاني) وابنتها الأميرة فيودورا من ساكس-ماينينجن كان لديهم المزيد من النجاح في القدرة على الكشف عن أدلة موثوقة أن الحفيد الأكبر للابن الأكبر للملك جورج الثالث وليام أمير جلوستر تم التأكد من تشخيصه بانه اصيب بالبورفيريا المبرقشة.

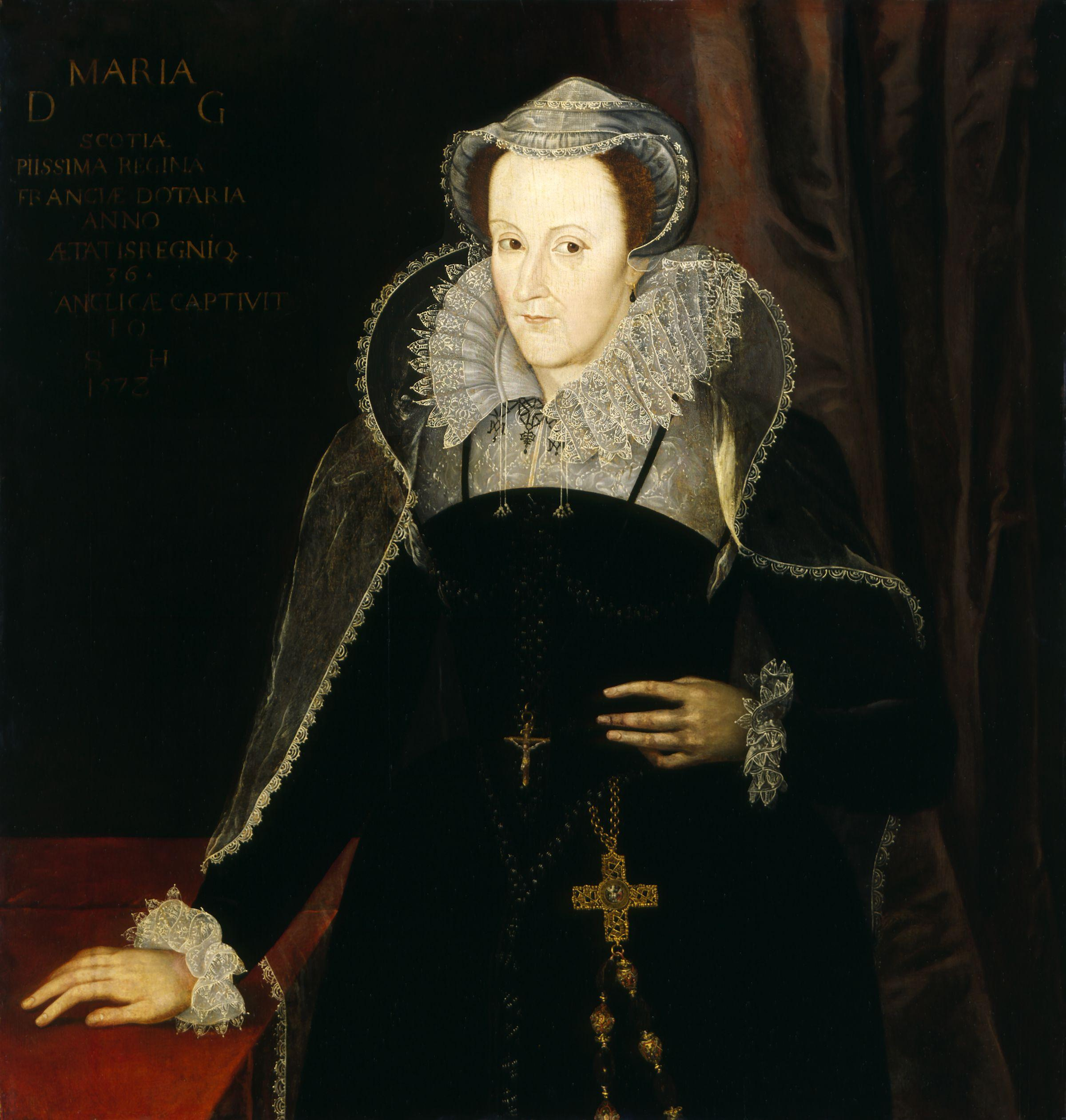
ماري ستيوارت سى.1578.

أنه يعتقد أن ماري ستيوارت، ملكة الاسكتلنديين —الجدة الكبرى للملك جورج الثالث— عانت أيضا من البورفيريا المتقطعة الحادة، على الرغم من أن هذا هو موضع نقاش واسع. فمن المفترض أنها ورثت هذه المشكلة، وإذا كان لديها ذلك من والدها جيمس الخامس من اسكتلندا، وكل من والده وابنتة حدثت لهم نوبات موثقة جيدا والتي يعتقد البعض أنها تقع ضمن كوكبة من أعراض البورفيريا.
وقد قيل أن فلاد الثالث المخوزق أيضا كان يعاني من البورفيريا الحادة، والتي ربما تكون قد بدأت فكرة أن مصاصو الدماء كانت لديهم «الحساسية لضوء النهار.»
وأشار معلقون اخرون إلى ان فينسنت فان غوخ قد عانت من البورفيريا المتقطعة الحادة. وقد تم التصور أيضا أن الملك نبوخذ نصر في بابل قد عاني من شكل ما من أشكال البورفيريا (راجع دانيال 4).
الشاعر روبرت براوننج أيضا، والمعروف بكتابته لقصيدة بعنوان "عشاق البورفيريا"، والتي مع استبعاد التفسير الحرفي للكلمة جانبا كما تقارن الحب نفسه بشكل من أشكال الاضطراب.
سقطت بولا فرياس الليندي، ابنة الروائية التشيلية ايزابيل الليندي، سقطت في غيبوبة بسبب البورفيريا في عام 1991 والتي ألهمت ايزابيل الليندي لكتابة كتاب سيرتها الذاتية ' بولا{/1، تكريما لابنتها.

## أنظر أيضا
- سمية ضوئية

## الروابط الخارجية
- المؤسسة الأمريكية للبورفيريا نسخة محفوظة 6 يونيو 2013 على موقع واي باك مشين.
- المبادرة الأوروبية للبورفيريا
- الرابطة البريطانية للبورفيريا
- Porphynet -- موقع على البورفيرنيات والبروفيريات
- قاعدة بيانات لأدوية البورفيريا الحادة -- قاعدة بيانات شاملة عن porphyrinogenicity الدواء